# Ignacio Lugo
Ignacio Bosco Lugo Negrón (ur. 19 grudnia 1932) – wenezuelski zapaśnik walczący w stylu wolnym. Olimpijczyk z Helsinek 1952, gdzie zajął szesnaste miejsce w kategorii do 62 kg.

## Letnie Igrzyska Olimpijskie 1952
| Konkurencja      | Rundy eliminacyjne     | Rundy eliminacyjne     | Klas. końcowa |
| Konkurencja      | Przeciwnik I           | Przeciwnik II          | Miejsce       |
| ---------------- | ---------------------- | ---------------------- | ------------- |
| 62 kg styl wolny | Armand Bernard (CAN) P | Keshav Mangave (IND) P | 16.           |